# Daring Atletiek Lommel
Daring Atletiek Lommel (DALO) is een Belgische atletiekclub uit Lommel, aangesloten bij de VAL.

## Geschiedenis
Op 2 maart 1964 werd er beslist een onderafdeling van Daring Club Leuven Atletiek te stichten in Lommel. Zo ontstond Daring Atletiek Lommel. In 1965 werd een nieuwe piste ingehuldigd en vanaf toen begon de club met het organiseren van pistemeetings. Vanaf 1969 werd de club onafhankelijk van Leuven. In datzelfde jaar werd er ook voor het eerst een veldloop georganiseerd.

## Wedstrijden
DALO organiseert elk jaar verschillende pistemeetings op hun eigen piste. Daarnaast is er de jaarlijkse veldloop van Lommel, die deel uitmaakt van het Limburgs Crosscriterium.

## Bekende (ex-)atleten
- Fons Brydenbach